# Zdeno Gomolka
Zdeno Gomolka (* 20. července 1936 Krompachy) je bývalý slovenský fotbalový útočník a trenér.

## Hráčská kariéra
V československé lize hrál za Tatran Prešov, aniž by skóroval. Nastoupil v jediném utkání, které se hrálo v neděli 17. září 1961 v Plzni (prohra 0:5). Byl odchovancem rodných Krompach, během základní vojenské služby byl hráčem Tatranu Prachatice.

### Prvoligová bilance
| Ročník             | Zápasy | Góly | Minuty | Klub             |
| ------------------ | ------ | ---- | ------ | ---------------- |
| I. liga 1961/62    | 1      | 0    | 36     | TJ Tatran Prešov |
| CELKEM I. ČS. LIGA | 1      | 0    | 36     |                  |

## Trenérská kariéra
Po skončení hráčské kariéry v roce 1967 se stal trenérem. Vedl krompašský Pokrok (1967–1969 a 1976–1978) a TJ Pokrok Štefanská Huta (1978–1983).